# Cantone di Castelmoron-sur-Lot
Il Cantone di Castelmoron-sur-Lot era una divisione amministrativa dell'arrondissement di Marmande.
È stato soppresso a seguito della riforma complessiva dei cantoni del 2014, che è entrata in vigore con le elezioni dipartimentali del 2015.
Comprendeva i comuni di:
- Brugnac
- Castelmoron-sur-Lot
- Coulx
- Grateloup-Saint-Gayrand
- Labretonie
- Laparade
- Verteuil-d'Agenais